# 网络本体语言
网络本体语言（英語：Web Ontology Language）旨在提供一种可用于描述网络文档和应用之中所固有的那些类及其之间关系的语言。网络本体语言当前已经获得万维网联盟认可的，用于编纂本体的知识表达语言家族。
其功能在于为网络文档和应用中固有的类以及其间的逻辑关系提供描述，使得基于此技术的网络应用更加人性化和智能化，节省用户自身资源搜索时间并将这些处理交给计算机系统内部处理。基于不同的语义论特性
此家族语言大致分为两个系统：
- 基于描述逻辑进而丰富表达和精准计算属性的、以及資源描述框架（resource description framework）。
- 提供兼容叙述的。网络本体语言已经被认为是语义网技术的基础语言并吸引了包括学术和商业范围内人士的广泛兴趣。